# دوبژنگوو کوشچیلنه
دوبژنگوو کوشچیلنه (به لهستانی:  Dobrzyniewo Kościelne) یک روستا در لهستان است که در گمینا دوبژنگوو دوژه واقع شده‌است.